# Kalkownia
Kalkownia – była osada w Polsce położona w województwie warmińsko-mazurskim, w powiecie nidzickim, w gminie Nidzica.
Miejscowość zanikła, nazwę zniesiono z 1.01.2021 r.
Miejscowość wchodziła w skład sołectwa Bolejny.
W latach 1975–1998 miejscowość administracyjnie należała do województwa olsztyńskiego.